# Dead Space: Extraction
Dead Space: Extraction – survival horror wydany początkowo w 2009 roku na konsolę Wii i w 2010 roku na konsolę PlayStation 3 wraz z premierą gry Dead Space 2. Gra została wyprodukowana przez Visceral Games i dystrybuowana przez EA Games.
Gra jest prequelem do gry Dead Space, opowiada o walce załogi planetołamacza USG Ishimura z armią Nekromorfów. Akcja gry dzieje się mniej więcej w tym samym momencie, co film Dead Space: Downfall.
Gra jest stworzona pod kontrolery Wii i PlayStation Move, ale będzie również możliwość zagrania w tę grę za pomocą zwykłych padów do PlayStation 3 – DualShock 3 i SIXAXIS.